# Иларий Пиктавийский
Святитель Иларий Пиктавийский (лат. Hilarius Pictaviensis, ок. 315 — 367 гг.) —  святой православной и католической церкви, епископ и учитель церкви, выдающийся западный теолог. 
За свою твёрдую позицию в борьбе с арианской ересью, отрицавшей божественность Христа, получил прозвище «Афанасий Запада».
По свидетельству св. Иеронима, родился в Пиктавии во втором десятилетии IV в. Происходя из знатного рода, получил классическое образование и посвятил ранние годы жизни изучению философии. Стремление постичь смысл жизни побудило его обратиться к Новому Завету. По преданию, в тот момент, когда он читал пролог Евангелия от Иоанна, где излагалось учение о божественном Слове-Логосе, на него снизошёл небесный свет, что подвигло его к крещению.
Около 350 года Иларий был избран епископом его родного города, хотя он был к тому моменту уже женат и имел дочь Абру. Иларий не принял участия в Арелатском (353 год) и Медиоланском (355 год) соборах, подтвердивших низложение св. Афанасия Александрийского, однако активно занялся организацией оппозиции галльских епископов по отношению к Сатурнину, арианствующему епископу Арля, за что был сослан императором Констанцием в Малую Азию как политический смутьян.
В период ссылки (356—359 гг.) Иларий написал своё главное богословское сочинение, трактат «О Троице» ("De Trinitate"), посвящённый доказательству божественности Сына Божия Иисуса Христа. Интересно, что в другом важном сочинении, «О соборах» (De synodis), Иларий рассказывает о том, что лишь перед самой ссылкой он впервые познакомился с Никейским Символом веры. В трактате «О Троице» высказана мысль о том, что различие между правоверным и еретическим вероучением иногда может оказаться разным пониманием терминов, а не действительным разномыслием.
О либеральности его взглядов свидетельствует тот успех, которого Иларий достиг в установлении контактов с различными религиозными партиями на Востоке. В то же время Иларий осудил как «святотатство» декларацию крайних ариан, принявших т. н. "Вторую Сирмийскую формулу" (357 г.), согласно которой Сын «не подобен» Отцу. На Селевкийском соборе (359 г.) он приветствовал победу умеренной партии во главе с епископом Василием Анкирским и одобрил принятие Антиохийского Символа веры, который мог стать гарантом правоверия Восточной церкви.
В начале 360 г. Иларий обратился к императору с просьбой разрешить ему встретиться в публичном диспуте с Сатурнином Арльским и принять участие в новом Константинопольском соборе («К Констанцию Августу», книга вторая), однако на обе просьбы получил отказ, после чего выступил с открытым обличением Констанция («Против Констанция Августа»). Тем не менее в 361 году Иларию было дозволено возвратиться в Галлию, где он возобновил свою борьбу с Сатурнином, в результате чего последний был вновь осуждён на Парижском соборе (361 г.)
С этого момента арианство утратило свои позиции в Галлии, и Иларий попытался убедить императора Юлиана отправить в ссылку арианина Авксентия, епископа Медиоланского, однако, терпимо относившийся к арианам языческий император отказался это сделать. 
Иларий скончался, вероятно, 13 января 367 г. 
Папа Пий IX провозгласил его учителем церкви 13 мая 1851 г.

## Переводы
- Беседа на псалом 130
- Английский перевод (Vol. IX)
- Памятники средневековой латинской литературы IV—VII вв. М.: Наследие. 1998. С. 19-35.